# Инквала
Инквала (свати iNcwala), также известный как «Фестиваль первых плодов», — важный для Эсватини религиозный ритуал, который проходит во второй половине декабря и продолжается в январе следующего года. Эта ежегодная церемония длится три недели и создана для объединения жителей Эсватини, с тем чтобы получить благословение от предков. Это важное событие также служит целью для продления царствования народа свази в стране и начала сбора урожая.
В церемонии участвует также король Эсватини Мсвати III.